# George Brown Goode
George Brown Goode (New Albany, 13 febbraio 1851 – Washington, 6 settembre 1896) è stato uno zoologo statunitense, principalmente noto per i suoi studi e l'apporto all'Ittiologia, numerosi sono i taxa da lui classificati durante la sua attività, nonché per la collaborazione con lo Smithsonian Institution, del quale fu lungamente direttore, pubblicando qui diversi lavori insieme al collega Tarleton Hoffman Bean.
Lavorò inoltre per la United States Commission of Fish and Fisheries, predecessore dell'attuale National Marine Fisheries Service, dal 1872 fino al 1888. Alla sua memoria sono dedicati il genere Goodea, chiamato in suo onore da David Starr Jordan nel 1880, che a sua volta ha dato il nome alla famiglia Goodeidae.

## Biografia

### Primi anni e famiglia
George Brown Goode nacque il 13 febbraio 1851 in New Albany, nell'Indiana, figlio di Francis Collier Goode e Sarah Woodruff Crane Goode. Trascorse l'infanzia a Cincinnati, Ohio e Amenia, nello stato di New York. Sposò Sarah Ford Judd il 29 novembre 1877. Era la figlia di Orange Judd, un importante scrittore agricolo. Insieme ebbero quattro figli: Margaret Judd, Kenneth Mackarness, Francis Collier e Philip Burwell. Si laureò alla Wesleyan University di Middletown, Connecticut, per poi proseguire ed approfondire gli studi di storia naturale sotto la guida di Louis Agassiz presso l'Università Harvard. Oltre alle sue pubblicazioni scientifiche, Goode scrisse Virginia Cousins: A Study of the Ancestry and Posterity of John Goode of Whitby, dove ha fatto risalire la sua ascendenza a John Goode, un colono proveniente da Whitby, North Yorkshire, Inghilterra, giunto sulle coste atlantiche continentali nel XVII secolo.

### Carriera
Nel 1872, Goode iniziò a lavorare con l'ornitologo e ittiologo Spencer Fullerton Baird, diventando presto il suo fidato assistente. Mentre lavorava con Baird, guidò le ricerche sponsorizzate dalla United States Fish Commission e supervisionò molte esposizioni e mostre dello Smithsonian Institution, per il museo stesso e per le esposizioni di tutto il mondo; la prima di queste fu la preparazione dell'Esposizione del Centenario di Filadelfia, per la quale lo Smithsonian era responsabile di tutte le esposizioni governative.
Dal 1873 al 1887 Goode diresse efficacemente il programma di ricerca ittica della U.S. Fish Commission e della Smithsonian Institution. Un anno più tardi assunse l'incarico di United States Commissioner for Fish and Fisheries (commissario degli Stati Uniti per la pesca) che mantenne fino al 1888. Fu autore di numerosi libri e monografie e scrisse più di 100 relazioni e note scientifiche.

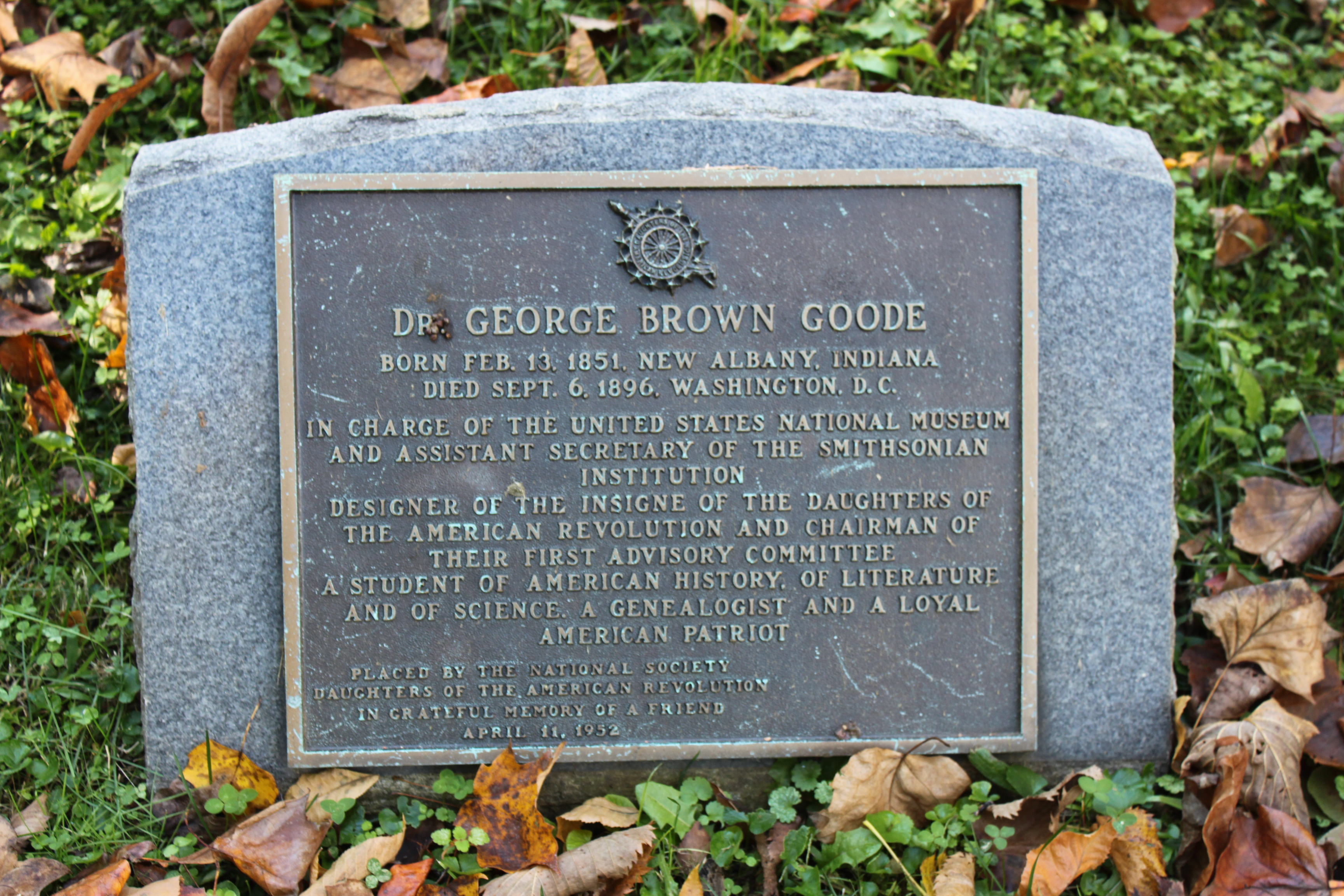
La tomba di Goode presso l'Oak Hill Cemetery di Washington.

Goode fu membro dell'Accademia nazionale delle scienze, dell'American Academy of Arts and Sciences e dell'American Philosophical Society. Ricevette dalla regina regnante di Spagna Isabella II di Spagna la decorazione di Cavaliere dell'Ordine di Isabella la Cattolica. Ottenne inoltre il titolo di Ph.D. dall'Università dell'Indiana e quello di LL.D. dall'Università di Wesleyan. Nel 1893 fu presidente della Philosophical Society di Washington. Morì a Lanier Heights, Washington, il 6 settembre 1896, all'età di soli 45 anni, dopo un attacco di polmonite. In quel periodo stava lavorando alla storia dei primi cinquant'anni dello Smithsonian, che si celebravano nel 1896. L'allora direttore dello Smithsonian, Samuel Pierpont Langley, completò il volume e scrisse un tributo a Goode, pubblicato nel 1901. Fu sepolto nell'Oak Hill Cemetery di Washington.

## Opere
- (EN) G. Brown Goode, American fishes : a popular treatise upon the game and food fishes of North America, with especial reference to habits and methods of capture, New York, Standard Book Co, 1888. URL consultato il 5 dicembre 2024.
- (EN) Goode, G. Brown, The Fisheries and Fishery Industries of the United States[collegamento interrotto], vol. 1-7, Washington, D.C., Government Printing Office, 1884-1887.
- (EN) Goode, George Brown e Tarleton Hoffman Bean, Oceanic Ichthyology, A Treatise on the Deep-Sea and Pelagic Fishes of the World, Based Chiefly upon the Collections Made by the Steamers Blake, Albatross, and Fish Hawk in the Northwestern Atlantic[collegamento interrotto], Washington, D.C., Government Printing Office, 1896.
- (EN) George Brown Goode, Virginia Cousins: A Study on the Ancestry and Posterity of John Goode of Whitby, a Virginia Colonist of the Seventeenth Century, Richmond, Virginia, J.W. Randolph & English, 1887, ISBN 9780806351735.

| Goode è l'abbreviazione standard utilizzata per le specie animali descritte da George Brown Goode. Categoria:Taxa classificati da George Brown Goode |